# Brno-Bohunice
Pour les articles homonymes, voir Bohunice.
Brno-Bohunice est un quartier de Brno, seconde plus grande ville de République tchèque.
Situé au sud-ouest de la ville, d'une superficie de 301,71 hectares, elle se compose de 47 rues.
Elle fait partie de la 58e circonscription électorale de la ville.

## Localisation
Le quartier de Brno-Bohunice est bordé à l'ouest avec le quartier de Brno-Starý Lískovec, au nord-ouest par celui de Brno-Nový Lískovec, au nord et à l'est avec le quartier de Brno-Centre, au sud-est par Brno-Sud et au sud avec la municipalité de  Moravany.

## Géographie
Bohunice est de caractère urbain sur un terrain vallonné. Le quartier est composé de grands ensembles de logements dans le centre construit le reste du village d'origine, les rues ici sont nommés du nom des républiques fédérées de l'ancienne Union soviétique. Au sud, coule la Leskava. Au nord du site sur le côté nord de la rue Jihlava couvre une large zone adjacente hôpitaux et universitaires, qui s'étend jusqu'à la ville voisine de Brno-Starý Lískovec, d'un centre de détention local.

## Histoire
La première mention écrite de ce village peut être datée de septembre 1237. Le village a commencé à croître dans la fin du XIXe siècle, lorsque les communautés autrefois rurales ont trouvé du travail dans l'industrie de Brno. En 1919, Bohunice, ainsi que d'autres villages ont été rattachés à la ville de Brno. Cela s'est traduit par le développement du quartier. Par exemple, depuis 1925 à Bohunice nomme les rues. Dans le recensement de la population en 1921, Bohunice comptait 202 maisons et 1 463 habitants.
Dans les années 1970 il a été décidé de construire des logements pour 30 000 personnes. La construction commença à la place du centre historique du village, puis sur le hauteurs en direction du cimetière central de Brno.
Depuis 1990, Brno-Bohunice a une mairie.

## Transports
Bien que le sud de Brno-Bohunice soit traversé par l'autoroute D1 (Prague - Brno), le quartier n'a pas de sortie aménagée. Néanmoins, de nombreux réseaux de bus, trolleybus et tramway relient Bohunice au centre de Brno.

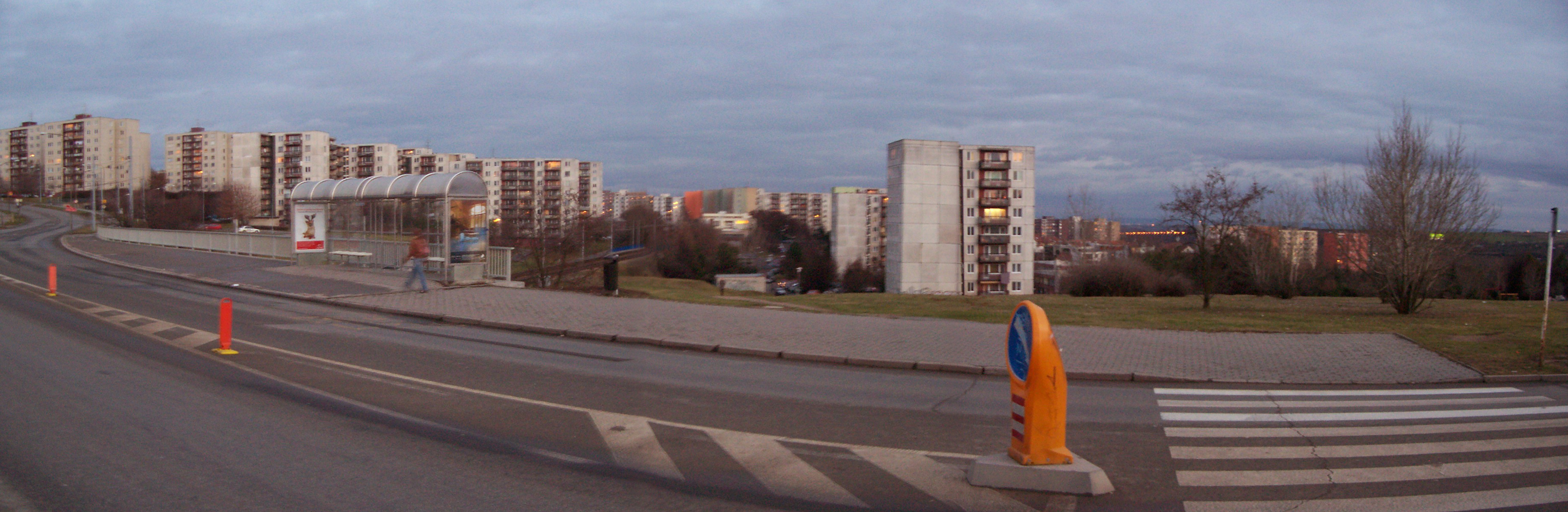
Panorama de Brno-Bohunic pris depuis l'ouest de la rue Osové.